# Mistrovství světa v házené mužů o 11 hráčích 1938
1. mistrovství světa  v házené o jedenácti hráčích proběhlo ve dnech 7. – 10. července v Německu.
Mistrovství se zúčastnilo deset mužstev. Hrálo se systémem play off. Mistrem světa se stalo Německo, které přesvědčivě vyhrálo všechna utkání. Patnáct zápasů šampionátu vidělo více než 100 000 diváků!

## Výsledky

### Předkolo
| Německo   | - | Československo | 19:6 |
| Maďarsko  | - | Dánsko         | 10:6 |
| Švýcarsko | - | Polsko         | 9:2  |
| Švédsko   | - | Nizozemsko     | 8:4  |
| Rumunsko  | - | Lucembursko    | 12:6 |

### Zápas o čtvrtého postupujícího do semifinále
Švédsko -  Rumunsko 7:6

### Semifinále
Německo -  Maďarsko 	14:3
 Švýcarsko -  Švédsko 		5:2

### Finále
Německo -  Švýcarsko	23:0

### O 3. místo
Maďarsko -  Švédsko 	10:2

### Zápas o účast ve skupině o 6. – 10. místo
Nizozemsko -  Lucembursko	9:3

### O 6. – 10. místo
Československo -  Dánsko	6:5
 Polsko -  Nizozemsko	12:5

### O 6. místo
Československo -  Polsko	13:10

### O 8. místo
Dánsko -  Nizozemsko	9:3

## Konečné pořadí
| 1.  | Mistrovství světa | Z | V | R | P | Skóre | B |
| --- | ----------------- | - | - | - | - | ----- | - |
| 1.  | Německo           | 3 | 3 | 0 | 0 | 56:9  | 6 |
| 2.  | Švýcarsko         | 3 | 2 | 0 | 1 | 14:27 | 4 |
| 3.  | Maďarsko          | 3 | 2 | 0 | 1 | 23:22 | 4 |
| 4.  | Švédsko           | 4 | 2 | 0 | 2 | 19:25 | 4 |
| 5.  | Rumunsko          | 2 | 1 | 0 | 1 | 18:13 | 2 |
| 6.  | ČSR               | 3 | 2 | 0 | 1 | 25:34 | 4 |
| 7.  | Polsko            | 3 | 1 | 0 | 2 | 24:27 | 2 |
| 8.  | Dánsko            | 3 | 1 | 0 | 2 | 20:19 | 2 |
| 9.  | Nizozemsko        | 4 | 1 | 0 | 3 | 21:32 | 2 |
| 10. | Lucembursko       | 2 | 0 | 0 | 2 | 9:21  | 0 |

## Soupiska[1]
1.  Německo 
| - Werner Badstübner - Helmuth Braselmann - Gerd Brüntgens - Paul Eifler - Gerhard Hammerich - Hermann Hansen - Erich Herrmann - Werner Hübner | - Hans Keiter - Alfred Klingler - Otto Lüdicke - Robert Müller - Wilhelm Müller - Günther Ormann - Franz Paar | - Heinz Pfeiffer - Kurt Pfennig - Fritz Prosser - Hans Theilig - Leo Wiese - Leopold Wohlrab - Philipp Zimmermann |

Trenér: Günther Otto Kaundynia